# Holliday (Texas)
Holliday é uma cidade localizada no estado norte-americano do
Texas, no Condado de Archer.

## Demografia
Segundo o censo norte-americano de 2000, a sua população era de 1632 habitantes.
Em 2006, foi estimada uma população de 1810, um aumento de 178 (10.9%).

## Geografia
De acordo com o United States Census Bureau tem uma área de
5,1 km², dos quais 5,1 km² cobertos por terra e 0,0 km² cobertos por água. Holliday localiza-se a aproximadamente 321 m acima do nível do mar.

## Localidades na vizinhança
O diagrama seguinte representa as localidades num raio de 28 km ao redor de Holliday.